# Maurizio Ciaramitaro
Maurizio Ciaramitaro (Palermo, 16 gennaio 1982) è un dirigente sportivo, allenatore di calcio ed ex calciatore italiano, di ruolo centrocampista.

## Caratteristiche tecniche
Le sue doti da regista spesso venivano usate anche in sostituzione di un trequartista. In carriera ha giocato anche da mediano.

## Carriera
Cresciuto nelle giovanili del Palermo, nel 2002 viene girato in prestito prima all'Avellino e poi al Livorno, in Serie B, dove in due stagioni colleziona 42 presenze contribuendo alla promozione in Serie A dei toscani. Nel 2004 viene prestato al Cesena: durante le due stagioni in Romagna totalizza 70 presenze e 11 reti.
Nell'estate 2006 il Palermo lo presta al Parma, e, dopo il debutto con la maglia crociata nella Serie A 2006-2007 e 17 presenze con la squadra emiliana, nel gennaio 2007, durante la sessione di mercato invernale, torna al Palermo, nell'ambito dell'affare dell'acquisto di Edinson Cavani. Per la stagione 2007-2008 la squadra rosanero lo cede in prestito con diritto di riscatto al Chievo, neoretrocesso in Serie B. Con i clivensi otterrà la promozione in Serie A, dunque il ritorno immediato in massima serie e, durante l'annata, contribuirà a una vittoria fondamentale in trasferta, in particolare tra queste, segnando un gol di testa nel match contro il Messina, vinto per 2-3, ma tale diritto non viene esercitato dalla società veronese e così il giocatore torna al Palermo per la seconda volta. Neanche questa volta riesce a trovare spazio in squadra (gioca infatti solo 3 partite e peraltro nel ruolo quasi improvvisato di terzino destro), quindi il 9 gennaio 2009 approda alla Salernitana in prestito con diritto di riscatto della metà del cartellino: ciò non avviene e a fine stagione, dopo 17 presenze e 2 reti con i campani, torna in rosanero e viene nuovamente ceduto con la stessa formula al Bellinzona il 10 luglio 2009.
Anche stavolta alla società acquirente spetta il diritto di riscatto. Nel mese di gennaio 2010, vittima di un infortunio, viene anomalamente curato dalla società detentrice del suo cartellino, ovvero i rosanero; la stessa situazione si ripete all'inizio di aprile. Chiude l'annata in Svizzera con 11 presenze, facendo quindi ritorno al Palermo per fine prestito poiché non viene riscattato dal Bellinzona. Rientrato al Palermo, resta ai margini della squadra poiché non fa parte del progetto tecnico di Delio Rossi, così nel mese di gennaio passa al Modena in Serie B, esordendovi l'8 gennaio in Modena-Novara (2-1) valida per la 21ª giornata, subentrando a Cris Gilioli al 58'.
Durante Modena-Crotone (1-1), la quinta partita disputata col Modena, si infortuna al ginocchio destro, evidenziando la rottura completa del legamento crociato anteriore del ginocchio. La sua stagione si conclude qui, e il 29 maggio gli viene rinnovato il contratto. Nella stagione 2011-2012 gioca 26 partite in Serie B segnando 2 gol. Il 31 gennaio 2013, ultimo giorno di calciomercato, passa in prestito al Vicenza. Esordisce in maglia biancorossa nella partita casalinga del 2 febbraio 2013 Vicenza-Juve Stabia (1-2). Chiude l'annata con 18 presenze.
Il 13 luglio 2013 si trasferisce a titolo definitivo al Trapani, neopromosso in Serie B. Debutta in maglia granata nella prima partita utile, cioè il secondo turno di Coppa Italia vinta per 3-0 sull'AlbinoLeffe e disputata l'11 agosto, giocando titolare. Con i siciliani realizza il primo gol il 29 marzo siglando il momentaneo 2-0, nella partita interna contro il Bari che terminerà 3-4 per i galletti, su assist di Matteo Mancosu, mentre il secondo gol arriverà circa un mese dopo contro la Juve Stabia siglando il definitivo 3-0 che condanna i campani alla retrocessione nella nuova Lega Pro. Il 18 ottobre 2014, nella partita Trapani-Crotone terminata 3-1 per i siciliani, mette a segno la sua prima doppietta in carriera.

## Statistiche

### Presenze e reti nei club
| Stagione        | Squadra         | Campionato      | Campionato | Campionato | Coppe nazionali | Coppe nazionali | Coppe nazionali | Coppe europee | Coppe europee | Coppe europee | Altre coppe | Altre coppe | Altre coppe | Totale | Totale |
| Stagione        | Squadra         | Comp            | Pres       | Reti       | Comp            | Pres            | Reti            | Comp          | Pres          | Reti          | Comp        | Pres        | Reti        | Pres   | Reti   |
| --------------- | --------------- | --------------- | ---------- | ---------- | --------------- | --------------- | --------------- | ------------- | ------------- | ------------- | ----------- | ----------- | ----------- | ------ | ------ |
| 1999-2000       | Palermo         | C1              | 0          | 0          | CI+CI-C         | 1+0             | 0               | -             | -             | -             | -           | -           | -           | 1      | 0      |
| 2000-2001       | Palermo         | C1              | 0          | 0          | CI-C            | 4               | 0               | -             | -             | -             | SL-C1       | 0           | 0           | 4      | 0      |
| 2001-gen. 2002  | Palermo         | B               | 0          | 0          | CI              | 1               | 0               | -             | -             | -             | -           | -           | -           | 1      | 0      |
| gen.-giu. 2002  | Avellino        | C1              | 11         | 0          | CI+CI-C         | -               | -               | -             | -             | -             | -           | -           | -           | 20     | 0      |
| 2002-2003       | Livorno         | B               | 20         | 0          | CI              | 0               | 0               | -             | -             | -             | -           | -           | -           | 20     | 0      |
| 2003-2004       | Livorno         | B               | 22         | 0          | CI              | 0               | 0               | -             | -             | -             | -           | -           | -           | 22     | 0      |
| Totale Livorno  | Totale Livorno  | Totale Livorno  | 42         | 0          |                 | 0               | 0               |               | -             | -             |             | -           | -           | 42     | 0      |
| 2004-2005       | Cesena          | B               | 34         | 4          | CI              | 3               | 1               | -             | -             | -             | -           | -           | -           | 37     | 5      |
| 2005-2006       | Cesena          | B               | 34+2       | 7          | CI              | 3               | 1               | -             | -             | -             | -           | -           | -           | 39     | 8      |
| Totale Cesena   | Totale Cesena   | Totale Cesena   | 68+2       | 11         |                 | 6               | 2               |               | -             | -             |             | -           | -           | 76     | 13     |
| 2006-gen. 2007  | Parma           | A               | 17         | 0          | CI              | 1               | 0               | CU            | 5             | 0             | -           | -           | -           | 23     | 0      |
| gen.-giu. 2007  | Palermo         | A               | 6          | 0          | CI              | -               | -               | CU            | -             | -             | -           | -           | -           | 6      | 0      |
| 2007-2008       | Chievo          | B               | 29         | 4          | CI              | 1               | 0               | -             | -             | -             | -           | -           | -           | 30     | 4      |
| 2008-gen. 2009  | Palermo         | A               | 3          | 0          | CI              | 0               | 0               | -             | -             | -             | -           | -           | -           | 3      | 0      |
| gen.-giu. 2009  | Salernitana     | B               | 17         | 2          | CI              | -               | -               | -             | -             | -             | -           | -           | -           | 17     | 2      |
| 2009-2010       | Bellinzona      | SL              | 11         | 0          | CS              | 0               | 0               | -             | -             | -             | -           | -           | -           | 11     | 0      |
| 2010-gen. 2011  | Palermo         | A               | 0          | 0          | CI              | 0               | 0               | UEL           | -             | -             | -           | -           | -           | 0      | 0      |
| Totale Palermo  | Totale Palermo  | Totale Palermo  | 9          | 0          |                 | 6               | 0               |               | -             | -             |             | -           | -           | 15     | 0      |
| gen.-giu. 2011  | Modena          | B               | 5          | 0          | CI              | -               | -               | -             | -             | -             | -           | -           | -           | 5      | 0      |
| 2011-2012       | Modena          | B               | 26         | 2          | CI              | 0               | 0               | -             | -             | -             | -           | -           | -           | 26     | 2      |
| 2012-gen. 2013  | Modena          | B               | 3          | 0          | CI              | 0               | 0               | -             | -             | -             | -           | -           | -           | 3      | 0      |
| Totale Modena   | Totale Modena   | Totale Modena   | 34         | 2          |                 | 0               | 0               |               | -             | -             |             | -           | -           | 34     | 2      |
| gen.-giu. 2013  | Vicenza         | B               | 18         | 0          | CI              | -               | -               | -             | -             | -             | -           | -           | -           | 18     | 0      |
| 2013-2014       | Trapani         | B               | 31         | 2          | CI              | 3               | 0               | -             | -             | -             | -           | -           | -           | 34     | 2      |
| 2014-2015       | Trapani         | B               | 32         | 3          | CI              | 0               | 0               | -             | -             | -             | -           | -           | -           | 32     | 3      |
| 2015-2016       | Trapani         | B               | 21+1       | 0          | CI              | 1               | 0               | -             | -             | -             | -           | -           | -           | 23     | 0      |
| 2016-2017       | Trapani         | B               | 13         | 1          | CI              | 1               | 0               | -             | -             | -             | -           | -           | -           | 14     | 1      |
| Totale Trapani  | Totale Trapani  | Totale Trapani  | 97+1       | 6          |                 | 5               | 0               |               | -             | -             |             | -           | -           | 103    | 6      |
| Totale carriera | Totale carriera | Totale carriera | 353+3      | 25         |                 | 19              | 2               |               | 5             | 0             |             | -           | -           | 380    | 27     |

## Palmarès
- Campionato italiano Serie C: 1

Palermo: 2000-2001 (girone B)
- Campionato italiano di Serie B: 1

Chievo: 2007-2008